# Відмер Андрій Андрійович
Відмер Андрій Андрійович (1856–1931) — депутат Державної думи Російської імперії I скликання від Бессарабської губернії, політичний діяч і чиновник Російської імперії та Румунського королівства німецького походження.

## Біографія
Народився 1856 року в Аккерманському повіті Бессарабської області у селянській сім'ї поселян-землевласників, колишніх німців-колоністів. Лютеранин. Закінчив камразське центральне училище. Займався землеробством та виноградництвом.
Був членом Аккерманської земської управи. Протягом 29 років служив волосним писарем, 25 років поспіль (з 1881 по 1906 роки) вибирався голосним повітового земства і три роки був членом управи.
Особливі випробування поставила перед ним російсько-османська війна (1877—1878). Будучи першим державним службовцем, який мав говорити і писати російською мовою, Відмер був звільнений від служби в Російській імператорській армії в 1877 році, бо російську майже не знав.

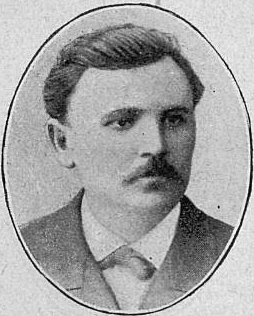
Andreas Widmer (рос. Видмер Андрей Андреевич)

До Жовтневої революції був постійним членом призовної комісії. Д. А. Толстой надіслав йому в 1881 році похвальний лист. Він відхилив нобілітацію. Народжений фермером, він також хотів фермером померти. На посаді в Тарутіно він залишався майже 30 років.
Аккерманське земство, де він засідав з 1881 року, обрало його віце-президентом у 1903 році. Неодноразово був членом управи, віце-президентом і уповноваженим земства, яке прикрасило зал засідань його фотографією.
Після російської революції в 1905 році він перейшов до Державної думи Російської імперії I скликання в 1906 році як депутат.
У 1907 році він став директором тюремної системи Аккермана і багато років був мировим суддею.

### Діяльність у Королівстві Румунія
У парламенті Румунського королівства Відмер був спочатку сенатором, а потім членом палати. Фердинанд I (король Румунії) своїм указом призначив його віце-президентом, а потім президентом Аккерманського земства.
У внутрішньонаціональному житті Відмер був президентом першого німецького комітету. Завдяки своєму досвіду в земельних питаннях він надав цінні послуги німецькому селянству. 4 січня 1922 року шкільна комісія німецької меншини в Бессарабії обрала його головою правління з трьох осіб разом з Даніелем Гаазе та Генріхом Ремміхом.
Відмер був не тільки надзвичайно здібним чиновником, але й одним із найбільших виноградарів.

### Родина
З 1 жовтня 1876 року він був одружений із Саломією-Крістін, уродженою Раугуст.
У шлюбі народилося п'ятеро дочок і сім синів: Вільгельм і Ольга жили в Штутгарті, Клара і Альма в Румунії. Дружина Відмера померла 21 березня 1931 року, за сім тижнів до нього. Помер у 1931 році в Тарутиному.

## Нагороди
- Орден Святого Станіслава (1892)
- Орден Святої Анни (1898 і 1899)
- Золота медаль на Аннинській стрічці (1904)
- Орден Святого Володимира (1910)
- Золота медаль на Олександрівській стрічці (1914)
- Орден Корони Румунії (1923)